# Boso (singel)
Boso – pierwszy singel zespołu Zakopower z albumu Boso, wydany w 2011 roku.

## Opis
Autorami tekstu są Sebastian Karpiel-Bułecka i Bartłomiej Kudasik, kompozytorem jest Mateusz Pospieszalski, a wykonawcą utworu jest Zakopower. Utwór zajmował w 2011 roku 1. miejsce na listach przebojów Programu Trzeciego, Polish Airplay Chart, Wietrznego Radia, RDN Małopolski, Szczecińskiej Listy Przebojów, POPLiście oraz została użyta w reklamie wody Żywiec.
Utwór znalazł się także na płytach: Boso (2011), 30 lat Listy Przebojów Trójki 2007–2011 (2012), 50 największych przebojów (2013), Muzyka Radia Zet (2011). Covery utworu wykonali: Magdalena Steczkowska, Chór Mezo w programie Bitwa na głosy, Natasza Urbańska i Mieczysław Szcześniak. W 2022 Nosowska wydała własną interpretację piosenki, nagraną w ramach akcji Kayax XX Rework, a Karpiel-Bułecka wystąpił w nagranym do niej teledysku.

## Twórcy
- Wykonanie: Zakopower
- Kompozytor: Mateusz Pospieszalski
- Autor tekstu: Sebastian Karpiel-Bułecka, Bartłomiej Kudasik